# Claville
Claville település Franciaországban, Eure megyében. Lakosainak száma 1068 fő (2022. január 1.). Claville Bernienville, Caugé, Ferrières-Haut-Clocher, Gauville-la-Campagne és Ormes községekkel határos.

## Népesség
A település népességének változása:
| Lakosok száma | 438  | 665  | 862  | 1036 | 1083 | 1077 | 1082 | 1083 | 1080 | 1068 |
|               | 1968 | 1982 | 1990 | 2006 | 2013 | 2015 | 2017 | 2019 | 2020 | 2022 |